# Comissió de Venècia
La Comissió de Venècia és un òrgan consultiu del Consell d'Europa, format per experts independents en el camp del dret constitucional. Va ser creat el 1990 després de la caiguda del mur de Berlín, en un moment de necessitat urgent d'assistència constitucional a Europa central i oriental. El nom oficial de la comissió és Comissió Europea per a la Democràcia pel Dret, però a causa del seu punt de trobada a Venècia, on les sessions es realitzen quatre vegades a l'any, es coneix generalment com la Comissió de Venècia.

## Institucions democràtiques i drets fonamentals

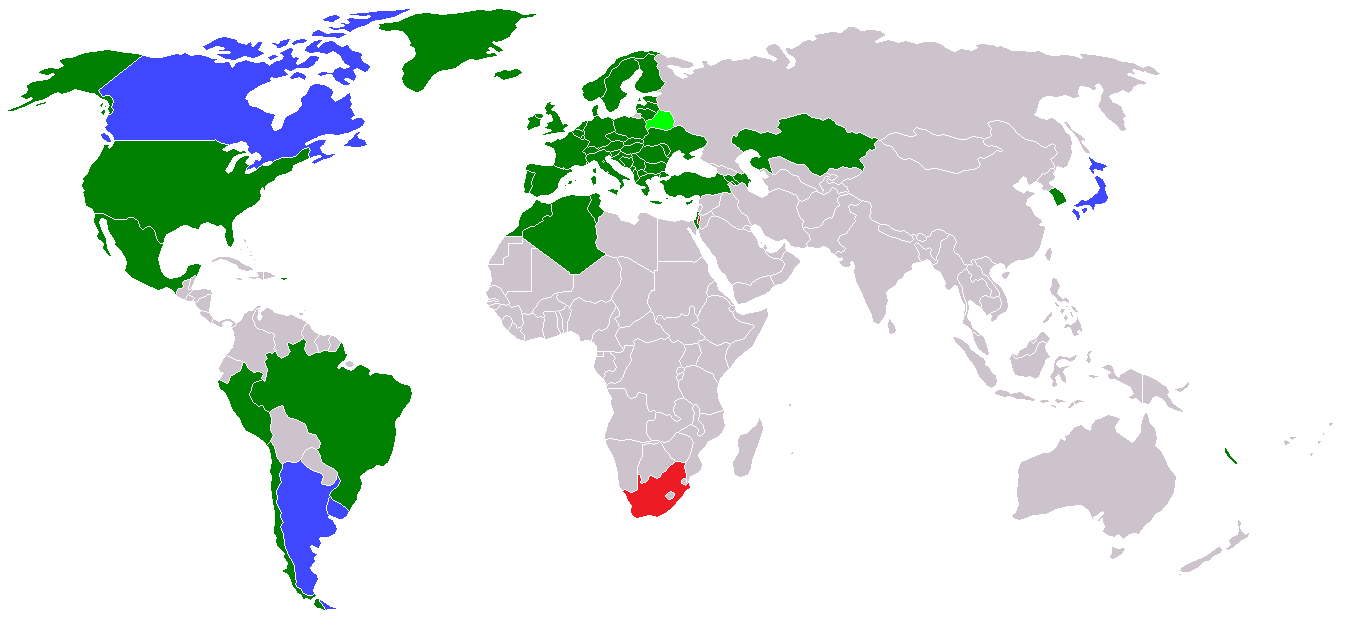
Membre
Associat
Observador
Estatus especial de cooperació

La tasca primària de la Comissió de Venècia és assistir i aconsellar a països en assumptes constitucionals per tal de millorar el funcionament de les institucions democràtiques i la protecció de drets humans. El 1991 la Comissió va ajudar a la creació de la primera Constitució democràtica de Romania des de 1947. El 2012, en condició de convidat a opinar, la Comissió de Venècia va expressar diverses crítiques sobre legislació relacionada amb l'església dins Hongria.

## Forma d'actuació
La metodologia de treball de la Comissió per emetre les seves recomanacions és crear un grup de treball d'informants (principalment entre els seus membres) que aconsella les autoritats nacionals en la preparació de la llei pertinent. Després que discussions amb les autoritats nacionals i altres actors clau del país, el grup prepara un esborrany de recomanació sobre el grau d'acompliment dels estàndards democràtics de la llei o temàtica analitzada amb recomanacions sobre com millorar-lo a partir de l'experiència comuna. L'esborrany és debatut i adoptat per la Comissió de Venècia durant una sessió plenària, normalment en presència de representants d'aquell país. Després de la seva adopció, la recomanació esdevé pública i és enviada al sol·licitant o responsable de l'execució.

## Propostes no executives
Tot i que generalment les seves recomanacions acaben recollides a la legislació afectada, la Comissió de Venècia no imposa les seves solucions, sinó que realitza propostes no executives desplegables a partir del diàleg. Per aquesta raó, el grup de treball acostuma a visitar el país concernit i conèixer l'assumpte directament amb els diferents actors polítics implicats per tal d'assegurar una observació més objectiva de la situació.

## Resolució de conflicte mitjançant assessorament legal
Un acord polític que resol un conflicte hauria de tenir la cobertura d'un text legal viable. També és possible l'adopció d'un text legal com a solució política. Per aquesta raó la Comissió de Venècia presta particular atenció als països que estan passant o han passat per conflictes ètnico-polítics. En aquest context, a petició de la Unió Europea, la Comissió de Venècia ha jugat una funció important en el desenvolupament i interpretació del text constitucional de Bòsnia i Hercegovina, Macedònia, Sèrbia i Montenegro així com el de Kosovo. També ha estat implicada en els intents per resoldre els conflictes en l'estat de Abkhàzia i d'Ossètia del Sud a Geòrgia, i de Transnístria a Moldàvia.
La Comissió realitza recomanacions, inicia estudis i organitza conferències inter alia sobre:
- Reformes constitucionals
- Governs d'emergència
- Federalisme i regionalisme
- Assumptes de llei internacional
- Serveis de seguretat interna i forces armades
- Protecció de drets fonamentals incloent-hi la llibertat de culte, la llibertat de reunió i associació
- Protecció de les minories i la prohibició de discriminació
- Funcionament de parlaments i òrgans judicials

## Intervencions a Espanya
La Comissió va demanar explicacions al Govern d'Espanya en relació als recursos d'inconstitucionalitat presentats el 2016 pel Govern Basc i el 2017 per la Generalitat de Catalunya contra la llei 15/2015 de modificació de les competències del Tribunal Constitucional, que atorga la capacitat d'execució de les seves sentències.
L'11 de març de 2017 la Comissió va reclamar Espanya que adoptés mesures per garantir la neutralitat del Tribunal Constitucional, ja que considerava que la llei 15/2015 deixava al Constitucional en una posició no neutral. Per la seva part, el Govern d'Espanya justificava la necessitat de comptar amb la capacitat d'actuar contra qui pogués posar en perill la unitat d'Espanya fent servir mesures com l'estat d'excepció.